# Athetis honei
Athetis honei là một loài bướm đêm trong họ Noctuidae.